# Gemeiner Grabkurzflügler
Der Gemeine Grabkurzflügler (Bledius gallicus, Syn.: B. fracticornis) ist ein Käfer aus der Familie der Kurzflügler (Staphylinidae). 

## Merkmale
Die Käfer erreichen eine Körperlänge von 4 bis 4,5 Millimetern und haben einen schwarz gefärbten Körper. Seltener sind die Deckflügel rotbraun gefärbt, dabei ist die Naht und die Basis meist dunkler gefärbt. Die Basis der Fühler ist gelbrot. 

## Vorkommen und Lebensweise
Die Art kommt in der Paläarktis, in Europa, weiten Teilen Zentralasiens bis in die Mandschurei und Transbaikalien und in Nordamerika vor. Nördlich findet man die Art bis teilweise nach Lappland. In den Alpen ist die Art in höheren Lagen wie auch im Voralpengebiet und den Tälern eher seltener, ansonsten ist die Art überall verbreitet und häufig. Die Tiere leben an schlammigen und schlickigen Gewässern sowie in Sand- und Kiesgruben an feuchten und lehmigen Stellen, gelegentlich auch in feuchten Feldern und Feldwegen. Die Imagines schwärmen von März bis Oktober, die Imagines der neuen Generation findet man ab August. 